# 麻扎达坂
麻扎达坂(Mazar Pass)也将其称为赛力亚克达坂(Sailyak Pass)是一条有许多发夹弯的长程山口，沿着连接新疆和西藏的219国道（G219）。在新疆山口稱為达坂，达坂穿过昆仑山脉 ，达坂位于新疆西南部叶城县库地村(西喀拉斯坦河)和麻扎村(叶尔羌河)之间。西方媒體消息来源经常将其称为Chiragsaldi Pass 。
北起叶城县的舊G219國道零公里石碑，达坂位于240（150英里）。大约40（25英里）长，是新藏公路上最长的山口。G219國道于 1957 年首次完工，除了黑卡达坂外，在 2013 年全面铺上沥青。
麻扎达坂以达坂南边的小村子之所以得名，是因为这里是两个维吾尔麻扎的所在地。麻札即伊斯兰教之圣徒墓地，村里有一个麻扎兵站。近几十年来，它还作为 G219国道的卡车休息站和前往乔戈里峰的探险队的服務站。
Chiragsaldi Pass是英国探险家在 1800 年代后期使用的名称，同样，当时只是商队露营地的麻扎村也被称为Chiragsaldi 。 这个名字的意思是“灯熄灭”，指的是麻扎村的风大。1900 年代初期的法国军队地图显示，Chiragsaldi Pass和赛力亚克达坂是不同的达坂，从同一个山谷一个向西，另一个向东。